# Eishockey-Nationalliga (Österreich) 2008/09
Die Saison 2008/09 der österreichischen Eishockey-Nationalliga wurde mit acht Mannschaften ausgetragen. Titelverteidiger war der EC Dornbirn, der jedoch die Meisterschaft nicht verteidigen konnte. Meister wurde der EHC Lustenau.

## Teilnehmende Mannschaften
(gereiht nach Vorjahrsplatzierung)
- EC Dornbirn
- EC Red Bull Salzburg II
- EHC Lustenau
- VEU Feldkirch
- EK Zell am See
- EV Zeltweg
- KSV Eishockeyklub
- EHC Bregenzerwald

Nicht mehr dabei war der EHC Team Wien (ein farm team der Vienna Capitals). Aufgrund einer verschärften farm team Regelung (Spieler, die nach Jahreswechsel in der Bundesliga spielen, durften nicht mehr zum farm team zurückwechseln), wurde gemeinsam mit Salzburg der Versuch unternommen diese Regelung zu blockieren, indem man die Kaution für die Teilnahme an der Liga nicht hinterlegte. Salzburg lenkte jedoch unter Protest knapp vor Ablauf der Nennfrist ein und hinterlegte die Kaution, für die Wiener gab es (auch nach Einschaltung von ÖEHV-Präsident Dieter Kalt) keine Möglichkeit mehr, an der Liga teilzunehmen.

## Modus
Durch das Ausscheiden des EHC Team Wien waren alle verbleibenden acht Mannschaften für das Viertelfinale qualifiziert. Im Gegensatz zur Bundesliga wurde der Grunddurchgang der Nationalliga mit der 3-Punkte-Regel gespielt (3 Punkte für einen Sieg nach 60 Minuten, 2 Punkte für Sieg nach Verlängerung oder Penaltyschießen, 1 Punkt bei Niederlage nach Verlängerung oder Penaltyschießen). Sämtliche Play-off-Runden der Nationalliga werden als best-of-five Serien ausgespielt.

## Grunddurchgang
Der Grunddurchgang begann am 20. September 2008. Gleich in der ersten Runde musste ein Spiel strafverifiziert werden: die Begegnung zwischen dem KSV Eishockeyklub und dem EHC Bregenzerwald ging auf dem Eis mit 6:5 nach Penaltyschießen zu Ende, aber fünf Tage später wurde es mit 5:0 für Bregenzerwald gewertet, da mit Philipp Meichernitsch ein nicht ordnungsgemäß gemeldeter Spieler im Kader der Kapfenberger gestanden hatte.
Der EHC Lustenau setzte sich im Lauf der Saison souverän an die Spitze der Tabelle. Dahinter entwickelte sich ein Kampf um die Position des ersten Verfolgers, den sich der EC-TREND Dornbirn, der EK Zell am See und die VEU Feldkirch untereinander ausmachten. Am Ende konnte sich Dornbirn mit nur einem Punkt Vorsprung den zweiten Rang sichern. Zeltweg, Salzburg und Kapfenberg nahmen die Ränge fünf bis sieben ein, wobei Salzburg etwas überraschend nur den sechsten Platz erzielt hatte. Dort hatte sich Thomas Höneckl gegen Thomas Innerwinkler als erster Torwart durchsetzen können (Innerwinkler wechselte nach dieser Saison zum EC Wels in die Oberliga).
Bei einigen Mannschaften hatte es im Lauf der Saison Spielerwechsel gegeben: einige Aufregung rief der Abgang von Goalie Markus Seidl aus Zell hervor, der sich bei der Weihnachtsfeier des Teams mit einem Kollegen geprügelt hatte, woraufhin der Vertrag in gegenseitigem Einvernehmen aufgelöst worden war. Für ihn wurde Florian Weißkircher unter Vertrag genommen, der es bei den Vienna Capitals in der Erste Bank Liga als Ersatztorwart hinter Jean-François Labbé nur auf wenige Einsätze gebracht hatte. Bei Feldkirch wurde Mikko Rämö aufgrund mangelnder Leistungen entlassen. Für ihn kam mit Walter Bartholomäus ein Österreicher, der trotz guter Leistungen in der Vorsaison in der Spielzeit 2008/09 bis dahin keinen Verein gefunden hatte.
Ende Jänner verstärkte sich die VEU Feldkirch noch einmal auf der Center-Position: Daniel Gauthier kehrte zurück, der in den Jahren 1996 bis 1999 ein fixer Bestandteil der Mannschaft gewesen war und danach auch drei Jahre beim EC VSV in der Bundesliga gespielt hatte. Mit Mike Harder wurde ein weiterer Spieler verpflichtet.
Bis in die 18. Runde (und damit bis zehn Runden vor Ende des Grunddurchgangs) dauerte es, bis Bregenzerwald den ersten Saisonsieg erzielen konnte: auf eigenem Eis wurde der EV Zeltweg mit 7:3 besiegt. Insgesamt sollten die Wälder am Ende vier Siege zu Buche stehen haben (davon einen nach Penaltyschießen in der letzten Runde). Damit belegten sie allerdings, wie in den Jahren zuvor, abgeschlagen den letzten Platz.

### Tabelle nach dem Grunddurchgang
| Platz | Team                   | Spiele | Siege (nach Verl.) | Niederlagen (nach Verl.) | Tordifferenz | Punkte |
| ----- | ---------------------- | ------ | ------------------ | ------------------------ | ------------ | ------ |
| 1.    | EHC Lustenau           | 28     | 20 (2)             | 8 (1)                    | 139:94       | 45     |
| 2.    | EC Dornbirn            | 28     | 17 (0)             | 11 (1)                   | 119:82       | 38     |
| 3.    | EK Zell am See         | 28     | 18 (3)             | 10 (0)                   | 121:93       | 37     |
| 4.    | VEU Feldkirch          | 28     | 16 (0)             | 12 (2)                   | 110:92       | 37     |
| 5.    | EV Zeltweg             | 28     | 13 (2)             | 15 (1)                   | 97:110       | 31     |
| 6.    | EC Red Bull Salzburg 2 | 28     | 13 (1)             | 15 (1)                   | 108:99       | 30     |
| 7.    | KSV Eishockeyklub      | 28     | 11 (1)             | 17 (3)                   | 95:111       | 25     |
| 8.    | EHC Bregenzerwald      | 28     | 4 (1)              | 24 (1)                   | 68:176       | 11     |

### Statistiken
| 1  | Toni Saarinen       | Lustenau      | 28 | 27 | 56 | 83 | 20  | 10 | 3 | 5 |
| 2  | Ryan Foster         | Lustenau      | 26 | 40 | 22 | 62 | 22  | 11 | 2 | 6 |
| 3  | Juha-Matti Vanhanen | Lustenau      | 28 | 14 | 33 | 47 | 14  | 7  | 1 | 2 |
| 4  | Chris Peyton        | Lustenau      | 27 | 11 | 32 | 43 | 32  | 9  | 0 | 2 |
| 5  | Stefan Wiedmaier    | Kapfenberg    | 22 | 11 | 31 | 42 | 24  | 2  | 1 | 1 |
| 6  | Jakub Ruckay        | Kapfenberg    | 27 | 19 | 22 | 41 | 38  | 6  | 0 | 2 |
| 7  | Michael Pollross    | Kapfenberg    | 25 | 17 | 21 | 38 | 8   | 7  | 0 | 4 |
| 8  | Diethard Winzig     | Zeltweg       | 28 | 15 | 23 | 38 | 34  | 8  | 1 | 3 |
| 9  | David Wechselberger | Bregenzerwald | 28 | 14 | 21 | 35 | 12  | 3  | 1 | 2 |
| 10 | Jari Suorsa         | Zell          | 25 | 13 | 22 | 35 | 56  | 4  | 0 | 1 |
| 11 | Matt Zultek         | Dornbirn      | 21 | 13 | 19 | 32 | 45  | 3  | 1 | 2 |
| 12 | Matthias Schwab     | Salzburg      | 21 | 10 | 22 | 32 | 44  | 5  | 0 | 4 |
| 13 | Thomas Auer         | Dornbirn      | 24 | 8  | 23 | 31 | 102 | 1  | 0 | 2 |
| 14 | Michael Lampert     | Feldkirch     | 28 | 4  | 27 | 31 | 40  | 2  | 0 | 0 |
| 15 | Martin Mallinger    | Feldkirch     | 28 | 19 | 11 | 30 | 32  | 4  | 0 | 3 |

| 1  | Markus Seidl          | Zell          | 14 | 822:19  | 430 | 393 | 37  | 91.40 | 2.70 | 1 | 10 | 4  | 0 |
| 2  | Patrick Machreich     | Lustenau      | 28 | 1608:58 | 972 | 884 | 88  | 90.95 | 3.28 | 1 | 19 | 7  | 1 |
| 3  | Bernhard Bock         | Dornbirn      | 27 | 1623:42 | 860 | 782 | 78  | 90.93 | 2.88 | 1 | 16 | 10 | 1 |
| 4  | Mikko Rämö            | Feldkirch     | 14 | 806:24  | 449 | 405 | 44  | 90.20 | 3.27 | 0 | 8  | 6  | 0 |
| 5  | Walter Bartholomäus   | Feldkirch     | 13 | 740:00  | 375 | 335 | 40  | 89.33 | 3.24 | 0 | 6  | 4  | 2 |
| 6  | Michael Mayer         | Kapfenberg    | 27 | 1623:08 | 953 | 850 | 103 | 89.19 | 3.81 | 1 | 12 | 13 | 3 |
| 7  | Thomas Höneckl        | Salzburg      | 21 | 1158:42 | 617 | 550 | 67  | 89.14 | 3.47 | 2 | 10 | 9  | 1 |
| 8  | Rickard Nilsson       | Zeltweg       | 22 | 1253:39 | 708 | 628 | 80  | 88.70 | 3.83 | 1 | 10 | 11 | 0 |
| 9  | Florian Weißkircher   | Zell          | 12 | 713:02  | 349 | 309 | 40  | 88.54 | 3.37 | 0 | 8  | 4  | 0 |
| 10 | Thomas Innerwinkler   | Salzburg      | 9  | 453:14  | 193 | 168 | 25  | 87.05 | 3.31 | 2 | 3  | 5  | 0 |
| 11 | Martin Iberer         | Bregenzerwald | 22 | 1049:18 | 728 | 626 | 102 | 85.99 | 5.83 | 0 | 2  | 15 | 2 |
| 12 | Markus Stolz          | Zeltweg       | 8  | 432:36  | 175 | 148 | 28  | 84.57 | 3.88 | 0 | 3  | 3  | 1 |
| 13 | Christof Schwendinger | Bregenzerwald | 14 | 584:05  | 371 | 300 | 71  | 80.86 | 7.29 | 0 | 1  | 8  | 0 |

(Legende zur Spielerstatistik: Sp oder GP = absolvierte Spiele; T oder G = erzielte Tore; V oder A = erzielte Assists; Pkt oder Pts = erzielte Scorerpunkte; SM oder PIM = erhaltene Strafminuten; +/− = Plus/Minus-Bilanz; PP = erzielte Überzahltore; SH = erzielte Unterzahltore; GW = erzielte Siegtore; 1 Play-downs/Relegation; Kursiv: Statistik nicht vollständig)
(Legende zur Torhüterstatistik: GP oder Sp = Spiele insgesamt; W oder S = Siege; L oder N = Niederlagen; T oder U oder OT = Unentschieden oder Overtime- bzw. Shootout-Niederlage; Min. = Minuten; SOG oder SaT = Schüsse aufs Tor; GA oder GT = Gegentore; SO = Shutouts; GAA oder GTS = Gegentorschnitt; Sv% oder SVS% = Fangquote; EN = Empty Net Goal; 1 Play-downs/Relegation; Kursiv: Statistik nicht vollständig)

## Play-offs

### Play-off-Baum
| Viertelfinale | Viertelfinale       | Viertelfinale  |   |                | Halbfinale | Halbfinale | Halbfinale |  |  | Finale | Finale | Finale |
|               |                     |                |   |                |            |            |            |  |  |        |        |        |
| 1             | EHC Lustenau        | 3              |   |                |            |            |            |  |  |        |        |        |
| 8             | EHC Bregenzerwald   | 0              |   |                |            |            |            |  |  |        |        |        |
| 8             | EHC Bregenzerwald   | 0              | 1 | EHC Lustenau   | 3          |            |            |  |  |        |        |        |
|               |                     |                | 1 | EHC Lustenau   | 3          |            |            |  |  |        |        |        |
|               | 4                   | VEU Feldkirch  | 1 |                |            |            |            |  |  |        |        |        |
| 4             | 4                   | VEU Feldkirch  | 1 | VEU Feldkirch  | 3          |            |            |  |  |        |        |        |
| 4             |                     |                |   | VEU Feldkirch  | 3          |            |            |  |  |        |        |        |
| 5             | EV Zeltweg          | 1              |   |                |            |            |            |  |  |        |        |        |
| 5             | EV Zeltweg          | 1              | 1 | EHC Lustenau   | 3          |            |            |  |  |        |        |        |
|               |                     |                |   | EHC Lustenau   | 3          |            |            |  |  |        |        |        |
|               | 2                   | EC Dornbirn    | 1 |                |            |            |            |  |  |        |        |        |
| 2             | 2                   | EC Dornbirn    | 1 | EC Dornbirn    | 3          |            |            |  |  |        |        |        |
| 2             |                     |                |   | EC Dornbirn    | 3          |            |            |  |  |        |        |        |
| 7             | KSV Eishockeyklub   | 1              |   |                |            |            |            |  |  |        |        |        |
| 7             | KSV Eishockeyklub   | 1              | 2 | EC Dornbirn    | 3          |            |            |  |  |        |        |        |
|               |                     |                | 2 | EC Dornbirn    | 3          |            |            |  |  |        |        |        |
|               | 3                   | EK Zell am See | 1 |                |            |            |            |  |  |        |        |        |
| 3             | 3                   | EK Zell am See | 1 | EK Zell am See | 3          |            |            |  |  |        |        |        |
| 3             |                     |                |   | EK Zell am See | 3          |            |            |  |  |        |        |        |
| 6             | Red Bull Salzburg 2 | 1              |   |                |            |            |            |  |  |        |        |        |

### Einzelergebnisse Viertelfinale
| 21. Februar                                        | EHC Lustenau – EHC Bregenzerwald | 5:0 |  |
| 25. Februar                                        | EHC Bregenzerwald – EHC Lustenau | 0:3 |  |
| 28. Februar                                        | EHC Lustenau – EHC Bregenzerwald | 6:2 |  |
| Der EHC Lustenau gewinnt die Serie mit 3:0 Siegen. |                                  |     |  |

Wie erwartet klar verlief die Viertelfinalserie zwischen dem Tabellenführer EHC Lustenau und dem abgeschlagenen Letzten EHC Bregenzerwald. Letztere brauchten insgesamt 126 Minuten und 16 Sekunden, ehe sie im dritten Spiel der Serie ihren ersten Treffer erzielen konnten. Bis dahin hatte Lustenau die Serie nach Belieben dominiert und mit einem 5:0- und einem 3:0-Sieg auf 2:0 gestellt. Am Ende sollte ein Torverhältnis von 14:2 in drei Spielen zu Buche stehen. Herausragender Akteur der Serie war Lustenau-Torhüter Patrick Machreich, der mit 77 abgewehrten Schüssen, einer Fangquote von 98,72 % und zwei Shutouts den ungefährdeten Durchmarsch der Favoriten ermöglicht hatte.
Der EHC Bregenzerwald zeigte umgekehrt jedoch erneut, dass die Mannschaft um einige Klassen schwächer als die übrigen Teilnehmer der Nationalliga war. Bereits zum vierten Mal in Folge belegte das Team in der Schlusswertung klar den letzten Platz. Nach der Saison 2004/05, wo man den sechsten von zehn Tabellenplätzen belegt hatte, war es der Teamleitung nicht mehr gelungen, ein konkurrenzfähiges Team zusammenzustellen. Dennoch ist es langfristiges Ziel, in der Nationalliga zu verbleiben. Neben dem schwachen Kader ist jedoch auch die nicht überdachte Eisfläche ein Problem, die im europäischen Profi-Eishockey ein Unikat darstellt.
| 21. Februar                                             | EC Dornbirn – KSV Eishockeyklub | 5:7 |  |
| 25. Februar                                             | KSV Eishockeyklub – EC Dornbirn | 1:4 |  |
| 28. Februar                                             | EC Dornbirn – KSV Eishockeyklub | 5:3 |  |
| 4. März                                                 | KSV Eishockeyklub – EC Dornbirn | 3:5 |  |
| Der EC-TREND Dornbirn gewinnt die Serie mit 3:1 Siegen. |                                 |     |  |

Wesentlich spannender verlief die Serie zwischen dem EC-TREND Dornbirn und dem KSV Eishockeyklub, die mit zwei souveränen Siegen der jeweiligen Auswärtsmannschaft begann. Das Auftaktmatch verlief mit wechselnder Führung bis zum Stand von 4:4 in der 48. Minute. Nur knappe dreißig Sekunden später erzielte Kapfenberg das 5:4, dem erstmals kein Ausgleich folgte. Stattdessen stellten die Gäste auf 6:4, und die Gastgeber konnten nur noch den Anschlusstreffer erzielen, ehe ein Empty Net Goal den Endstand herstellte. Das zweite Spiel wurde trotz der Führung durch Kapfenberg jedoch von den Vorarlbergern dominiert, die in der 44. Minute auf 4:1 stellten und gestützt auf Bernhard Bock im Tor den klaren Vorsprung souverän über die Zeit spielten. Diese spielerische Dominanz setzte sich im dritten Spiel fort, bei dem die Hausherren ab der 8. Minute permanent in Führung lagen. Den Kapfenbergern gelang zwar ein ums andere Mal ein Anschlusstreffer, der Ausgleich blieb ihnen jedoch verwehrt.
Das letzte Spiel verlief bis zur Halbzeit und einem Zwischenstand von 2:2 offen. Dornbirn erzielte jedoch im Schlussdrittel binnen acht Minuten drei Tore und stellte damit einen uneinholbaren Vorsprung her, der ihnen schließlich den Sieg in der Serie und die Teilnahme am Halbfinale sicherte.
Für Kapfenberg begann nach dem Ausscheiden eine schwierige Phase, die schließlich in der Auflösung des Vereins und der Neugründung unter dem Namen Kapfenberg Bulls gipfelte. Die Kapfenberg Bulls stiegen für die Spielzeit 2009/10 freiwillig in die Oberliga ab.
| 20. Februar                                          | EK Zell am See – EC Red Bull Salzburg | 4:2 |       |
| 25. Februar                                          | EC Red Bull Salzburg – EK Zell am See | 5:4 | n. V. |
| 28. Februar                                          | EK Zell am See – EC Red Bull Salzburg | 5:3 |       |
| 4. März                                              | EC Red Bull Salzburg – EK Zell am See | 4:7 |       |
| Der EK Zell am See gewinnt die Serie mit 3:1 Siegen. |                                       |     |       |

Mit der Serie des EK Zell am See gegen den EC Red Bull Salzburg kam es bereits im Viertelfinale zum Derby der beiden Salzburger Mannschaften. Das erste Spiel verlief überraschend klar als die Zeller Eisbären bis zur 37. Minute einen 4:0-Vorsprung herausspielen konnten. Zwar konnte Salzburg mit zwei Toren das Ergebnis noch auf 4:2 korrigieren, aber der Sieg der Zeller war niemals wirklich gefährdet gewesen. Ähnlich stark präsentierte sich Zell auch im zweiten Spiel der Serie. Nachdem man bis zur Halbzeit einen 2:0-Vorsprung Salzburgs egalisiert hatte, konnten die Hausherren zwar abermals den Zwei-Tore-Vorsprung herstellen, aber Zell erzielte mit einem Doppelschlag in der 58. Minute den Ausgleich. In der Overtime sicherte Philipp Ullrich den Ausgleich in der Serie für Salzburg, nur drei Sekunden, bevor ein Penaltyschießen das Spiel hätte entscheiden müssen.
Das dritte Spiel brachte einen schnellen Schlagabtausch beider Mannschaften, in dem zunächst Salzburg und danach Zell jeweils für kurze Zeit in Führung lagen. Nach dem 5:3 durch Zell konnte Salzburg aber nicht mehr zulegen und musste damit das dritte Spiel in der Serie verlorengeben. Das letzte Spiel der Serie entwickelte sich zum Schützenfest: als es nach dem ersten Drittel 2:0 für Salzburg stand, drehte Zell das Spiel bis zum Beginn des letzten Drittels bis zu einem Stand von 2:5. Salzburg kämpfte sich noch bis auf 4:5 heran, musste dann aber erneut zwei Tore hinnehmen. Knapp vor Schluss verließ Thomas Höneckl sein Tor und machte seinem Ersatz Thomas Innerwinkler Platz, der zwar die letzten beiden Schüsse der Zeller halten aber die Niederlage nicht mehr verhindern konnte. Damit schied Salzburg bereits im Viertelfinale aus der Serie aus.
| 21. Februar                                         | VEU Feldkirch – EV Zeltweg | 3:4 |       |
| 24. Februar                                         | EV Zeltweg – VEU Feldkirch | 4:5 | n. V. |
| 28. Februar                                         | VEU Feldkirch – EV Zeltweg | 8:1 |       |
| 3. März                                             | EV Zeltweg – VEU Feldkirch | 1:4 |       |
| Die VEU Feldkirch gewinnt die Serie mit 3:1 Siegen. |                            |     |       |

In der Serie des vierten gegen den fünften verlief das erste Spiel überraschend klar. Die Gäste aus Zeltweg zogen bis zum Ende des zweiten Drittels auf 4:1 davon. Erst knapp vor Spielende gelangen Feldkirch in kurzer Zeit zwei Tore, die das Ergebnis ein wenig korrigierten, ein Ausgleich gelang jedoch nicht mehr. Das zweite Spiel entwickelte sich spannend mit wechselnden Torerfolgen, die knapp vor Schluss in einem 4:4-Gleichstand resultierten. In der Overtime erzielte der Feldkircher Neuzugang Daniel Gauthier schließlich nach sieben Minuten den Siegestreffer für sein Team, das somit in der Serie auf 1:1 stellen konnte.
Das dritte Aufeinandertreffen lief aus Zeltweger Sicht aber völlig aus dem Ruder. Feldkirch dominierte das Spiel nach Belieben und führte nach 40 Minuten bereits mit 5:1, woraufhin Rickard Nilsson sein Tor verließ. Der junge Markus Stolz musste dann noch drei weitere Treffer hinnehmen, sodass letzten Endes ein 8:1 für Feldkirch zu Buche stand. Zeltweg versuchte es im vierten Spiel mit einer defensiveren Taktik, konnte aber die deutliche 1:4-Niederlage trotz eines respektablen 1:1-Zwischenstandes zur Halbzeit nicht mehr verhindern.
Für Zeltweg sollte es die zwischenzeitlich letzte Saison in der Nationalliga sein. Die Mannschaft folgte dem KSV Eishockeyklub nach der Saison in die Oberliga.

### Einzelergebnisse Halbfinale
| 10. März                                           | EHC Lustenau – VEU Feldkirch | 4:3 | n. V. |
| 14. März                                           | VEU Feldkirch – EHC Lustenau | 3:2 | n. V. |
| 17. März                                           | EHC Lustenau – VEU Feldkirch | 5:2 |       |
| 21. März                                           | VEU Feldkirch – EHC Lustenau | 3:4 | n. V. |
| Der EHC Lustenau gewinnt die Serie mit 3:1 Siegen. |                              |     |       |

Zwischen dem EHC Lustenau und der VEU Feldkirch entwickelte sich eine äußerst knappe Serie; drei von vier Spielen fanden erst in der Overtime ihren Sieger. In der ersten Begegnung ging Feldkirch bereits nach nur neun Sekunden durch ein Tor von Daniel Goneau in Führung. Lustenau brauchte daraufhin einige Zeit, um ins Spiel zu finden. Nach exakt zwölf Minuten fiel jedoch der Ausgleichstreffer. Die Hausherren schafften es aber ihrerseits nicht, in Führung zu gehen. Stattdessen nutzte Feldkirch das schwache Offensivspiel der Lustenauer und stellte mit einem Doppelschlag zum Ende des zweiten Drittels eine 3:1-Führung her. Lustenau fand jedoch im Schlussabschnitt zu den bekannten Qualitäten zurück und konnte den Ausgleich erzielen. In der Overtime stellte Juha-Matti Vanhanen nach sechseinhalb Minuten den ersten Sieg sicher.
Das zweite Spiel verlief ähnlich. Zur Halbzeit hatte sich Feldkirch einen 2:0-Vorsprung erzielt. Erst in der 51. Minute gelang der erste Treffer für den EHC Lustenau, der knapp vor Schluss auch noch den Ausgleich erzielen konnte. In der Overtime hatte diesmal Feldkirch das bessere Ende für sich. Im dritten Spiel hatte Lustenau schließlich die passende Taktik gefunden und zog bereits nach sechs Minuten auf 3:0 davon. Feldkirch konnte zwar verkürzen, aber die Hausherren konnten bis in die 52. Minute auf 5:1 stellen, sodass Feldkirch nur noch Ergebniskosmetik betreiben konnte. Das vierte Spiel brachte die Entscheidung. Nachdem beide Mannschaften abwechselnd Tore erzielen und Lustenau knapp vor Schluss auf 3:3 stellen konnte, brachte die Overtime mit einem Treffer von Ryan Foster die Finalteilnahme für die Gäste.
| 11. März                                          | EC Dornbirn – EK Zell am See | 3:2 | n. P. |
| 14. März                                          | EK Zell am See – EC Dornbirn | 2:0 |       |
| 18. März                                          | EC Dornbirn – EK Zell am See | 2:1 |       |
| 21. März                                          | EK Zell am See – EC Dornbirn | 0:4 |       |
| Der EC Dornbirn gewinnt die Serie mit 3:1 Siegen. |                              |     |       |

Ähnlich knapp verlief zunächst die zweite Halbfinal-Serie zwischen dem EC-TREND Dornbirn und dem EK Zell am See. Nach einer 2:0-Führung durch Zell und dem folgenden Ausgleich brachte das erste Aufeinandertreffen das einzige Penaltyschießen der gesamten Playoffs, das die Hausherren schließlich für sich entscheiden konnten. Im zweiten Spiel zeigte Zell am See jedoch eine hervorragende Defensiv-Leistung; Goalie Florian Weißkircher hielt alle 18 auf ihn abgefeuerten Schüsse, und Zell glich mit einem knappen 2:0-Sieg in der Serie aus. Nicht weniger knapp verlief das dritte Spiel. Der schnellen Führung durch Zell nach nur 45 Sekunden folgte ein Doppelschlag binnen 25 Sekunden in der zehnten Minute, der das Spiel zugunsten des EC Dornbirn drehte. In der Folge lief Zell fünfzig Minuten lang gegen die starke Verteidigung der Hausherren an, wo jedoch Torhüter Bernhard Bock keinen zweiten Treffer mehr zuließ.
Das vierte Spiel verlief schließlich klarer als allgemein erwartet wurde. Torhüter Florian Weißkircher erwischte einen sehr guten Tag und wehrte alle 22 Schüsse ab, während die Stürmer konsequent ihre Chancen nützten und bis zum Ende einen uneinholbaren 4:0-Vorsprung herausspielten, der dem EC Dornbirn den Gewinn der Serie sicherte.

### Einzelergebnisse Finale
| 28. März                                           | EHC Lustenau – EC Dornbirn | 3:2 |
| 31. März                                           | EC Dornbirn – EHC Lustenau | 3:2 |
| 4. April                                           | EHC Lustenau – EC Dornbirn | 4:1 |
| 7. April                                           | EC Dornbirn – EHC Lustenau | 1:4 |
| Der EHC Lustenau gewinnt die Serie mit 3:1 Siegen. |                            |     |

Mit dem EHC Lustenau und dem EC-TREND Dornbirn hatten jene beiden Mannschaften das Finale erreicht, die auch den Grunddurchgang dominiert hatten. Die Serie begann mit einem Spiel, das Lustenau am Ende knapp mit 3:2 gewinnen konnte. Dabei hatte die Mannschaft einen 0:1-Rückstand nach nur 37 Sekunden bis zum Ende des 2. Drittels zu einer 3:1-Führung gedreht. Dornbirn erzielte zwar noch den Anschlusstreffer, konnte sich aber nicht mehr in die Overtime retten. Das zweite Spiel verlief ähnlich knapp, wobei abermals Dornbirn das erste Tor erzielen konnte. Nach dem zwischenzeitlichen Ausgleich stand mit dem Ende des 2. Abschnitts abermals eine 3:1-Führung – diesmal für Dornbirn – zu Buche. Lustenau erzielte eine Minute vor Schluss das 3:2, konnte aber ebenfalls den Ausgleich nicht mehr erzielen.
Erst das dritte Spiel der Serie verlief klarer. Zwar erzielte erneut Dornbirn den ersten Treffer, aber Lustenau zeigte im restlichen Spiel vor allem in Überzahl eine konsequente ALeistung und erspielte sich nach dem Ausgleich nach und nach eine 4:1-Führung, wobei der letzte Treffer erst elf Sekunden vor Schluss fiel. Die vierte Begegnung der Serie sollte dann bereits die Entscheidung bringen: zum ersten Mal erzielte Lustenau den Premierentreffer. Zwar konnte Dornbirn ausgleichen, aber Lustenau zeigte sich – gestützt auf einen herausragenden Patrick Machreich, der insgesamt 40 von 41 Schüssen entschärfen konnte – mit einer konsequenten Auswärtstaktik und konnte mit dem 4:1-Auswärtssieg auch die Finalserie und damit die Meisterschaft für sich entscheiden.

### Statistiken
| 1  | Toni Saarinen       | Lustenau  | 11 | 8 | 13 | 21 | 8  | 2 | 0 | 2 |
| 2  | Daniel Gauthier     | Feldkirch | 8  | 9 | 10 | 19 | 16 | 3 | 1 | 2 |
| 3  | Mike Harder         | Feldkirch | 8  | 7 | 9  | 16 | 6  | 2 | 1 | 0 |
| 4  | Juha-Matti Vanhanen | Lustenau  | 11 | 5 | 10 | 15 | 6  | 0 | 0 | 0 |
| 5  | Carlo Grünn         | Dornbirn  | 12 | 4 | 10 | 14 | 18 | 2 | 0 | 1 |
| 6  | Thomas Auer         | Dornbirn  | 11 | 6 | 5  | 11 | 85 | 2 | 1 | 1 |
| 7  | Chris Peyton        | Lustenau  | 11 | 4 | 7  | 11 | 22 | 3 | 0 | 1 |
| 8  | Ryan Foster         | Lustenau  | 11 | 6 | 4  | 10 | 6  | 2 | 0 | 1 |
| 9  | Jari Suorsa         | Zell      | 8  | 6 | 4  | 10 | 18 | 4 | 2 | 1 |
| 10 | Marc Schönberger    | Lustenau  | 10 | 5 | 4  | 9  | 32 | 1 | 0 | 1 |

| 1 | Patrick Machreich   | Lustenau      | 11 | 665:04 | 378 | 359 | 19 | 94.97 | 1.71 | 2 | 9 | 1 | 1 |
| 2 | Bernhard Bock       | Dornbirn      | 12 | 729:34 | 332 | 301 | 31 | 90.66 | 2.55 | 1 | 7 | 5 | 0 |
| 3 | Florian Weißkircher | Zell          | 8  | 498:57 | 230 | 207 | 23 | 90.00 | 2.77 | 1 | 4 | 2 | 2 |
| 4 | Walter Bartholomäus | Feldkirch     | 8  | 499:49 | 233 | 208 | 25 | 89.27 | 3.00 | 0 | 4 | 2 | 2 |
| 5 | Michael Mayer       | Kapfenberg    | 4  | 237:10 | 169 | 150 | 19 | 88.76 | 4.81 | 0 | 1 | 3 | 0 |
| 6 | Rickard Nilsson     | Zeltweg       | 4  | 226:39 | 135 | 119 | 16 | 88,15 | 4,24 | 0 | 1 | 2 | 1 |
| 7 | Martin Iberer       | Bregenzerwald | 3  | 180:00 | 118 | 104 | 14 | 88.14 | 4.67 | 0 | 0 | 3 | 0 |
| 8 | Thomas Höneckl      | Salzburg      | 4  | 244:32 | 120 | 100 | 20 | 83.33 | 4.91 | 0 | 1 | 3 | 0 |

## Kader des Nationalliga-Meisters
| Nationalliga-Meister EHC Lustenau | Torhüter: Patrick Machreich, Matthias Fritz Verteidiger: Thomas Alfare, Christoph Eiler, Michael Lissek, Florian Martin, Gerald Penker, Chris Peyton, Florian Schönberger Angreifer: Ryan Foster, Martin Grabher-Meyer, Pascal Kainz, Daniel König, Markus Kosnjak, Alexander Paul, Pirmin Riedmann, Toni Saarinen, Roman Scheiber, Marc Schönberger, Benjamin Staudach, Klaus Tschermernjak, Juha-Matti Vanhanen, Martin Zeilinger Cheftrainer: Mark Nussbaumer |

## Meisterschaftsendstand
1. EHC Lustenau
2. EC Dornbirn
3. EK Zell am See
4. VEU Feldkirch
5. EV Zeltweg
6. EC Red Bull Salzburg
7. KSV Eishockeyklub
8. EHC Bregenzerwald

## Zuschauer
|      |                      | Zu Hause | Zu Hause     | Auswärts | Auswärts     | Gesamt | Gesamt    | Gesamt       |
| Rang | Team                 | Spiele   | Durchschnitt | Spiele   | Durchschnitt | Spiele | Zuschauer | Durchschnitt |
| ---- | -------------------- | -------- | ------------ | -------- | ------------ | ------ | --------- | ------------ |
| 1    | EC-TREND Dornbirn    | 20       | 2.059        | 20       | 1.411        | 40     | 58.395    | 1.735        |
| 2    | EHC Lustenau         | 20       | 1.517        | 19       | 1.892        | 39     | 66.285    | 1.700        |
| 3    | VEU Feldkirch        | 18       | 1.828        | 18       | 1.393        | 36     | 57.977    | 1.610        |
| 4    | EK Zell am See       | 18       | 1.778        | 18       | 947          | 36     | 49.064    | 1.363        |
| 5    | EV Zeltweg           | 16       | 964          | 16       | 1.020        | 32     | 31.756    | 992          |
| 6    | KSV Eishockeyklub    | 16       | 701          | 16       | 901          | 32     | 25.635    | 801          |
| 7    | EC Red Bull Salzburg | 16       | 252          | 16       | 1.256        | 32     | 24.121    | 754          |
| 8    | EHC Bregenzerwald    | 15       | 311          | 16       | 916          | 31     | 19.329    | 624          |